# جسیکا پنه
جسیکا پنه (انگلیسی: Jessica Penne؛ زادهٔ ۳۰ ژانویهٔ ۱۹۸۳) ورزشکار هنرهای رزمی ترکیبی اهل ایالات متحده آمریکا است. وی از سال ۲۰۰۶ میلادی تاکنون مشغول فعالیت بوده‌است.